# 永瑟勒

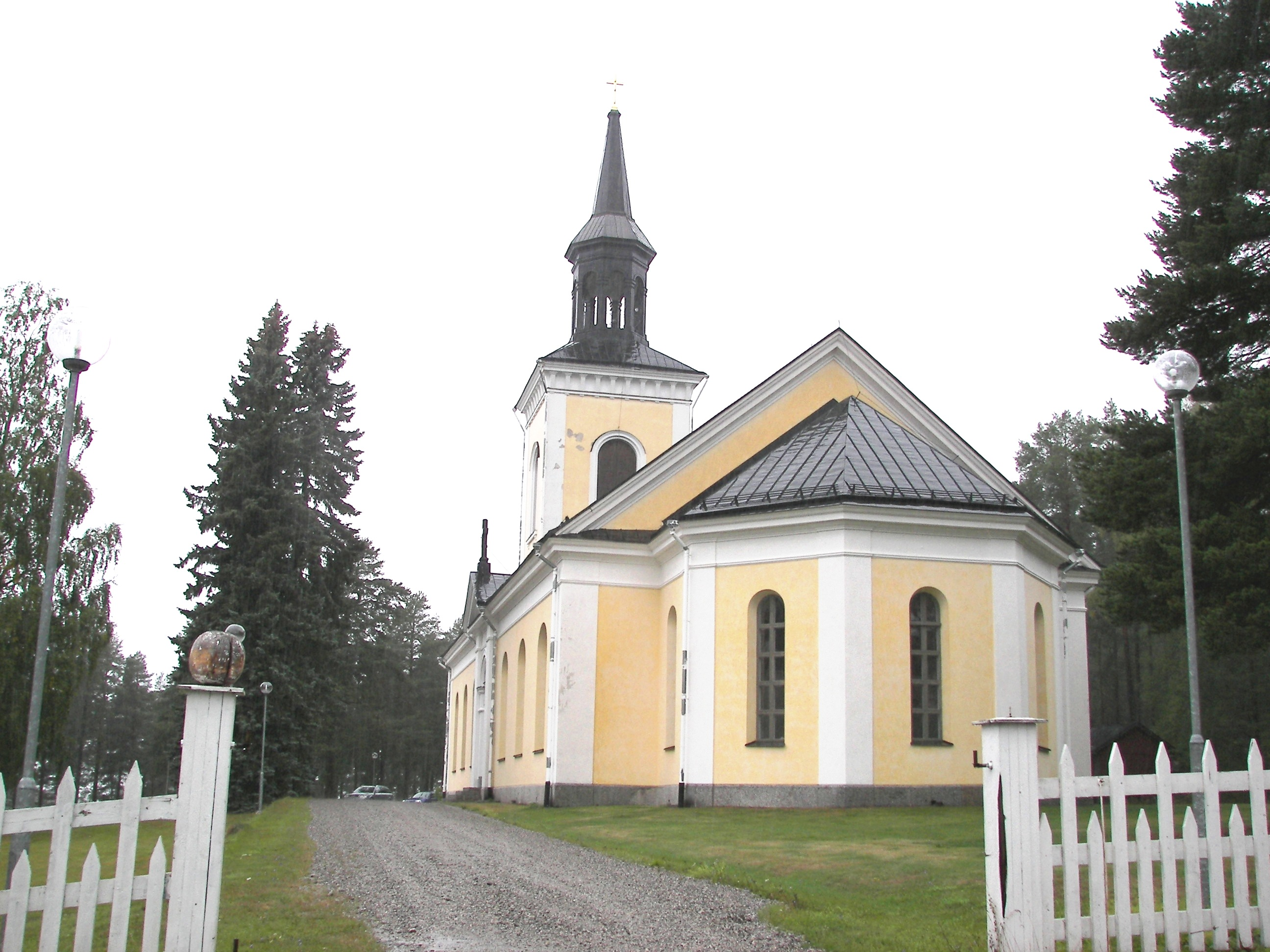
永瑟勒

永瑟勒 是位于瑞典西诺尔兰省索莱夫特奥市镇翁厄曼河河畔的一个地方。當地有动物园、教堂。每年7月初，當地都會舉辦露營活動。